# Segnaletica stradale in Turchia
I segnali stradali in Turchia sono regolati dal Trafik İşaretleri Elkitabi (Codice della strada) della Repubblica di Turchia.
Sono installati lungo il ciglio della strada sul lato destro della carreggiata e sono suddivisi in segnali di pericolo (gruppo T), di regolamentazione (gruppo TT), di informazione (gruppo B), di parcheggio (gruppo P), temporanei (gruppo YB) e pannelli integrativi (gruppo PL).
Se vi è del testo nei segnali, questo è in lingua turca, senza traduzioni in altre lingue (nemmeno nelle zone di confine o in zone con forti minoranze linguistiche), eccezion fatta per quelli con scritte come il segnale di Dogana che ha anche scritte in francese (Douane). La maggior parte dei segnali sono basati su disegni come nella maggior parte dei Paesi europei.
La Turchia è uno dei pochi paesi che non utilizza la traduzione internazionale del segnale STOP (Fermarsi e dare precedenza); infatti nell'ottagono rosso c'è la traduzione turca "DUR".
Agli incroci non regolati da segnaletica stradale o semafori vige la regola generale di dare la precedenza ai veicoli provenienti da destra, a meno che non sia altrimenti specificato.

## Segnali di pericolo
I segnali di pericolo in Turchia hanno sfondo bianco ed una classica forma triangolare; il loro codice è la lettera T seguita dal numero ufficiale.
| Segnale turco | Significato                                                            | Spiegazione |
|               | Curva pericolosa a destra                                              | Presegnala un tratto di strada non rettilineo pericoloso per la limitata visibilità o per caratteristiche del tracciato (curva stretta a destra). |
|               | Curva pericolosa a sinistra                                            | Presegnala un tratto di strada non rettilineo pericoloso per la limitata visibilità o per caratteristiche del tracciato (curva stretta a sinistra). |
|               | Doppia curva pericolosa, la prima a destra                             | Presegnala una doppia curva, di cui la prima a destra. |
|               | Doppia curva pericolosa, la prima a sinistra                           | Presegnala una doppia curva, di cui la prima a sinistra. |
|               | Discesa pericolosa                                                     | Presegnala un tratto di strada in discesa secondo il senso di marcia. La pendenza è espressa in percentuale. |
|               | Salita ripida                                                          | Presegnala un tratto di strada in forte salita secondo il senso di marcia. La pendenza è espressa in percentuale. |
|               | Strettoia                                                              | Segnala un restringimento pericoloso della carreggiata. |
|               | Strettoia asimmetrica a destra                                         | Segnala un restringimento pericoloso sul lato destro della carreggiata. |
|               | Strettoia asimmetrica a sinistra                                       | Segnala un restringimento pericoloso sul lato sinistro della carreggiata. |
|               | Ponte mobile                                                           | Presegnala una struttura stradale mobile comunque manovrabile. |
|               | Caduta da argine o molo                                                | Presegnala una banchina senza protezioni su un argine od un molo. |
|               | Strada deformata                                                       | Segnala un tratto di strada in cattivo stato o con pavimentazione irregolare. |
|               | Strada sdrucciolevole                                                  | Presegnala un tratto di strada che in particolari condizioni climatiche od ambientali può diventare sdrucciolevole. |
|               | Ghiaia                                                                 | Presegnala la presenza di pietrisco, di materiale minuto o granaglia che può essere proiettato a distanza o scagliato in aria dai veicoli in transito. |
|               | Caduta massi                                                           | Presegnala il pericolo di caduta massi dalla parete rocciosa soprastante con possibile presenza di pietre sulla carreggiata. |
|               | Attraversamento pedonale                                               | Segnala l'avviciarsi di un passaggio pedonale segnalato sulla carreggiata. |
|               | Bambini                                                                | Segnala luoghi frequentati da bambini, come le scuole, i giardini pubblici, i campi di gioco e simili. |
|               | Attraversamento ciclabile                                              | Presegnala attraversamento di ciclisti contraddistinto da appositi segni sulla carreggiata. |
|               | Attraversamento di animali domestici                                   | Presegnala un tratto di strada con probabile improvvisa presenza od attraversamento di animali domestici. |
|               | Attraversamento di animali selvatici                                   | Presegnala un tratto di strada con probabile improvvisa presenza od attraversamento di animali selvatici. |
|               | Lavori                                                                 | Presegnala cantieri di lavori in corso, depositi temporanei di materiale, presenza di macchinari adibiti ai lavori stradali. |
|               | Semaforo                                                               | Presegnala un impianto semaforico posto su strade sia urbane che extraurbane. |
|               | Passaggio di aeroplani a bassa quota                                   | Presegnala la possibilità di improvvisi forti rumori o abbagliamenti dovuti ad aeroplani a bassa quota. |
|               | Vento laterale                                                         | Presegnala la possibilità di forti raffiche di vento laterale. |
|               | Doppio senso di circolazione                                           | Segnala un tratto di strada che da senso unico diventa a doppio senso. |
|               | Altri pericoli                                                         | Segnala un pericolo diverso da quelli indicati negli altri segnali di pericolo. |
|               | Intersezione                                                           | Presegnala un incrocio in cui vige la regola generale di dare la precedenza a destra. |
|               | Intersezione con strada che non ha priorità                            | Presegnala un incrocio con una strada di minore importanza in cui si ha la precedenza sui veicoli provenienti sia da destra che da sinistra. |
|               | Intersezione con strada che non ha priorità a destra                   | Presegnala un incrocio con una strada di minore importanza in cui si ha la precedenza sui veicoli provenienti da destra. |
|               | Intersezione con strada che non ha priorità a sinistra                 | Presegnala un incrocio con una strada di minore importanza in cui si ha la precedenza sui veicoli provenienti da sinistra. |
|               | Intersezione con strada che non ha priorità a destra e poi a sinistra  | Presegnala un incrocio con una strada di minore importanza in cui si ha la precedenza sui veicoli provenienti da destra e successivamente da sinistra. |
|               | Intersezione con strada che non ha priorità a sinistra e poi a destra  | Presegnala un incrocio con una strada di minore importanza in cui si ha la precedenza sui veicoli provenienti da sinistra e successivamente da destra. |
|               | Confluenza da destra                                                   | Presegnala una strada senza diritto di precedenza che si immette sulla strada principale da destra. |
|               | Confluenza da sinistra                                                 | Presegnala una strada senza diritto di precedenza che si immette sulla strada principale da sinistra. |
|               | Intersezione con circolazione rotatoria                                | Segnala, sulle strade urbane e extraurbane, una intersezione regolata da circolazione rotatoria. |
|               | Passaggio a livello con barriere                                       | Segnala un passaggio a livello con barriere ed è integrato con il pannello distanziometrico a tre barre rosse. |
|               | Passaggio a livello senza barriere                                     | Segnala un passaggio a livello senza barriere ed è integrato con il pannello distanziometrico a tre barre rosse. |
|               | Incrocio con un passaggio a livello senza barriere                     | Segnala un passaggio a livello od un attraversamento tranviario senza barriere con un solo binario, ed invita quindi i conducenti alla massima prudenza, invitandoli a fermarsi immediatamente se fossero attive le due luci rosse lampeggianti e/o il segnale acustico che indicano l'avvicinarsi del treno. |
|               | Incrocio con un passaggio a livello senza barriere a più di un binario | Segnala un passaggio a livello od attraversamento tranviariosenza barriere con più di un binario, ed invita quindi i conducenti alla massima prudenza, invitandoli a fermarsi immediatamente se fossero attive le due luci rosse lampeggianti e/o il segnale acustico che indicano l'avvicinarsi del treno.   |
|               | Pannelli distanziometrici per passaggio a livello                      | Indicano che mancano 300 matri al passaggio a livello per il quale vengono installati. Sono posti rispettivamente sul lato destro o su quello sinistro della carreggiata. |
|               | Pannelli distanziometrici per passaggio a livello                      | Indicano che mancano 200 matri al passaggio a livello per il quale vengono installati. Sono posti rispettivamente sul lato destro o su quello sinistro della carreggiata. |
|               | Pannelli distanziometrici per passaggio a livello                      | Indicano che mancano 100 matri al passaggio a livello per il quale vengono installati. Sono posti rispettivamente sul lato destro o su quello sinistro della carreggiata. |
|               | Ostacolo sulla carreggiata                                             | Indicano un ostacolo posto sul margine della carraggiata ed invitano gli automobilisti a passare rispettivamente a sinistra o a destra dell'ostacolo stesso. |
|               | Ostacolo sopra la carreggiata                                          | Indica un ostacolo posto sopra la carraggiata. |
|               | Pannello delineatore per curve                                         | Indica il bordo esterno di una curva. |
|               | Pannello delineatore per curve                                         | Indica il bordo esterno di una curva. |
|               | Banchina cedevole                                                      | Presegnala un tratto di carreggiata con banchina cedevole. |
|               | Ghiaccio                                                               | Segnala la possibilità di incontrare ghiaccio lungo la carreggiata. |
|               | Coda                                                                   | Presegnala un tratto di strada in cui è in atto un forte rallentamento od una coda del traffico. |
|               | Attraversamento tranviario                                             | Segnala attraversamento tranviario. |

## Segnali di regolamentazione
| Segnale turco | Significato                                                                         | Spiegazione |
|               | Dare precedenza                                                                     | Prescrive un incrocio in cui è necessario dare precedenza in corrispondenza della linea orizzontale.                                                                                            |
|               | Fermarsi e dare la precedenza                                                       | Prescrive l'obbligo di arrestarsi in ogni caso in corrispondenza della striscia trasversale di arresto ad un incrocio e di dare precedenza.                                                     |
|               | Fermarsi e dare la precedenza ai bambini                                            | Prescrive l'obbligo di arrestarsi in corrispondenza dell'attraversamento di bambini; è utilizzato da appositi segnali dai "nonni vigile").                                                      |
|               | Precedenza ai veicoli provenienti in senso inverso                                  | Prescrive di dare precedenza ai veicoli provenienti in direzione opposta in una strada a doppio senso che consente il passaggio di una sola fila di veicoli.                                    |
|               | Divieto di accesso                                                                  | Vieta di entrare in una strada accessibile invece in un altro senso. |
|               | Divieto di transito                                                                 | Vieta a tutti i veicoli di entrare in una strada. |
|               | Divieto di transito agli autoveicoli                                                | Vieta a tutti gli autoveicoli, eccetto i motocicli, di entrare in una strada. |
|               | Divieto di circolazione per i motocicli                                             | Vieta il transito a tutti i veicoli a motore con due ruote. |
|               | Divieto di circolazione alle biciclette                                             | Vieta il transito alle biciclette. |
|               | Divieto di circolazione per i ciclomotori                                           | Vieta il transito a tutti i ciclomotori. |
|               | Divieto di circolazione per i mezzi destinati al trasporto merci                    | Vieta il transito ai veicoli da trasporto non adibiti al trasporto di persone. |
|               | Accesso vietato agli autobus                                                        | Vieta il transito agli autobus. |
|               | Divieto di circolazione per i rimorchi                                              | Vieta il transito a tutti i veicoli con un rimorchio. |
|               | Accesso vietato ai pedoni                                                           | Vieta il transito ai pedoni. |
|               | Accesso vietato ai veicoli a trazione animale                                       | Vieta il transito ai veicoli a trazione animale. |
|               | Accesso vietato ai veicoli a braccia                                                | Vieta il transito ai veicoli a braccia. |
|               | Divieto di circolazione ai mezzi agricoli                                           | Vieta il transito a tutti i mezzi agricoli. |
|               | Divieto di circolazione per i veicoli che trasportano merci esplosive               | Vieta il transito ai veicoli che trasportano merci esplosive. |
|               | Divieto di circolazione per i veicoli che trasportano merci pericolose              | Vieta il transito ai veicoli che trasportano merci pericolose, come esplosivi, benzina, materie tossiche o radioattive.                                                                         |
|               | Divieto di circolazione per i veicoli il cui carico può inquinare le acque          | Vieta il transito ai veicoli che trasportano sostanze suscettibili di contaminare l'acqua. |
|               | Divieto di circolazione ai veicoli a motore ed ai motocicli                         | Vieta il transito a tutti i veicoli a motore ed ai motocicli. |
|               | Divieto di circolazione a veicoli a motore, ai motocicli e mezzi a trazione animale | Vieta il transito a veicoli a motore, ai motocicli e mezzi a trazione animale. |
|               | Larghezza massima                                                                   | Vieta il transito ai veicoli aventi larghezza superiore a quella indicata in metri. |
|               | Altezza massima                                                                     | Vieta il transito ai veicoli aventi altezza superiore a quella indicata in metri. |
|               | Lunghezza massima                                                                   | Vieta il transito ai veicoli od ai complessi di veicoli di lunghezza superiore alla lunghezza indicata in metri.                                                                                |
|               | Peso massimo sull'asse                                                              | Vieta il transito ai veicoli aventi sull'asse più caricato una massa superiore a quella indicata al momento del transito.                                                                       |
|               | Peso massimo                                                                        | Vieta il transito ai veicoli aventi massa superiore a quella indicata in tonnellate al momento del transito.                                                                                    |
|               | Distanza minima                                                                     | Vieta di seguire il veicolo che precede ad una distanza inferiore a quella indicata, in metri, sul segnale.                                                                                     |
|               | Divieto di svoltare a destra                                                        | Vieta di svoltare a destra al prossimo incrocio. |
|               | Divieto di svoltare a sinistra                                                      | Vieta di svoltare a sinistra al prossimo incrocio. |
|               | Divieto d'inversione                                                                | Vieta di effettuare un'inversione di marcia. |
|               | Divieto di sorpasso                                                                 | Vieta di sorpassare i veicoli a motore con due o più ruote. |
|               | Divieto di sorpasso per gli autocarri                                               | Indica il divieto a tutti i veicoli, non adibiti al trasporto di persone, di massa a pieno carico superiore a 3,5 t di sorpassare i veicoli a motore.                                           |
|               | Velocità massima                                                                    | Indica la velocità massima in chilometri orari alla quale i veicoli possono procedere immediatamente dopo il segnale.                                                                           |
|               | Divieto di segnalazioni acustiche                                                   | Vieta l'uso di segnalazioni acustiche. |
|               | Fermarsi alla dogana                                                                | Obbliga i conducenti all'arresto per i controlli doganali in prossimità delle frontiere nazionali.                                                                                              |
|               | Fine dei divieti precedenti                                                         | Indica il punto ove le prescrizioni precedentemente indicate cessano di essere valide. |
|               | Fine della velocità massima                                                         | Indica la fine del limite sulla velocità massima alla quale i veicoli possono procedere e ripristina il consueto limite di velocità relativo alla strada percorsa.                              |
|               | Fine divieto di sorpasso                                                            | Indica la fine del divieto a tutti i veicoli di sorpassare i veicoli a motore diversi dai motocicli e dai ciclomotori.                                                                          |
|               | Fine del divieto di sorpasso per gli autocarri                                      | Indica la fine del divieto a tutti i veicoli non adibiti al trasporto di persone di massa a pieno carico oltre 3,5 t di sorpassare i veicoli a motore.                                          |
|               | Direzione obbligatoria a destra                                                     | Indica che la sola direzione consentita al conducente è quella di andare a destra. |
|               | Direzione obbligatoria a sinistra                                                   | Indica che la sola direzione consentita al conducente è quella di andare a sinistra. |
|               | Direzione obbligatoria dritto                                                       | Indica che la sola direzione consentita al conducente è quella di andare diritto. |
|               | Circolare diritto o svoltare a destra                                               | Direzioni consentite a dritto ed a destra. |
|               | Circolare diritto o svoltare a sinistra                                             | Direzioni consentite a dritto ed a sinistra. |
|               | Svoltare a destra o a sinistra                                                      | Direzioni obbligatorie a destra ed a sinistra. |
|               | Preavviso di direzione obbligatoria a destra                                        | Preavvisa che la sola direzione consentita al conducente è quella di andare a destra. |
|               | Preavviso di direzione obbligatoria a sinistra                                      | Preavvisa che la sola direzione consentita al conducente è quella di andare a sinistra. |
|               | Passaggio obbligatorio a destra                                                     | Obbliga i conducenti a passare a destra dell'ostacolo come un cantiere, uno spartitraffico, un salvagente o un'isola di traffico.                                                               |
|               | Passaggio obbligatorio a sinistra                                                   | Obbliga i conducenti a passare a sinistra dell'ostacolo come un cantiere, uno spartitraffico, un salvagente o un'isola di traffico.                                                             |
|               | Passaggio obbligatorio a destra o sinistra                                          | Obbliga i conducenti a passare a destra od a sinistra dell'ostacolo come un cantiere, uno spartitraffico, un salvagente o un'isola di traffico.                                                 |
|               | Intersezione con percorso rotatorio obbligato                                       | Indica ai conducenti l'obbligo di circolare nel verso antiorario indicato dalle frecce attorno all'area di rotazione. È posto subito prima di una piazza dove si svolge circolazione rotatoria. |
|               | Pista ciclabile                                                                     | Indica l'inizio di un percorso riservato alle biciclette. |
|               | Fine pista ciclabile                                                                | Indica la fine del percorso riservato alle biciclette. |
|               | Percorso pedonale                                                                   | Indica un percorso riservato ai pedoni. |
|               | Fine del percorso pedonale                                                          | Indica la fine del percorso riservato ai pedoni. |
|               | Percorso per quadrupedi da sella                                                    | Indica un percorso riservato ai quadrupedi da sella. |
|               | Fine del percorso per quadrupedi da sella                                           | Indica la fine del percorso riservato ai quadrupedi da sella. |
|               | Velocità minima                                                                     | Vieta ai conducenti di procedere ad una velocità inferiore a quella indicata. |
|               | Fine della velocità minima                                                          | Indica la fine della validità del limite minimo di velocità. |
|               | Catene per la neve obbligatorie                                                     | Vieta il transito ai veicoli sprovvisti di catene da neve. |
|               | Fine del tratto con catene per la neve obbligatorie                                 | Indica la fine del tratto di strada con catene da neve. |
|               | Direzioni obbligatorie                                                              | Indicano le direzioni obbligatorie da seguire provvisoriamente per le categoria di veicoli indicate.                                                                                            |

## Segnali di informazione
| Segnale turco | Significato                                 | Spiegazione |
|               | Numero autostrada                           | Indica il numero dell'autostrada che si sta percorrendo. |
|               | Itinerario europeo                          | Indica il numero dell'itinerario europeo che si sta percorrendo.                                                                                              |
|               | Numero strada statale                       | Indica il numero della strada statale che si sta percorrendo.                                                                                                 |
|               | Preavviso strada senza uscita               | Indica che la strada indicata dal segnale che si sta per imboccare è senza uscita.                                                                            |
|               | Guida per la svolta a sinistra              | Indica la manovra da compiere per la svolta a sinistra al prossimo incrocio.                                                                                  |
|               | Utilizzo delle corsie in un incrocio        | Indica la canalizzazione che si ha nel prossimo incrocio. |
|               | Inizio del territorio nazionale             | Indica l'inizio del territorio della Turchia. È posto in prossimità delle frontiere.                                                                          |
|               | Limiti di velocità generali                 | Indica i limiti generali di velocità presenti nello Stato, validi per le autovetture. È posto in prossimità delle frontiere.                                  |
|               | Passaggio pedonale                          | Indica un attraversamento pedonale non regolato da semaforo e non in corrispondenza di un incrocio stradale.                                                  |
|               | Attraversamento di bambini                  | Indica un attraversamento di bambini non regolato da semaforo e non in corrispondenza di un incrocio stradale                                                 |
|               | Senso unico parallelo                       | Segnala il termine del doppio senso di circolazione all'interno di una carreggiata; è posto parallelamente all'asse stradale.                                 |
|               | Strada senza uscita                         | Indica una strada senza uscita per tutti i veicoli. |
|               | Autostrada                                  | Indica l'inizio di un'autostrada. |
|               | Fine dell'autostrada                        | Indica la fine di un'autostrada. |
|               | Strada riservata ai veicoli a motore        | Indica l'inizio di una strada riservata ai veicoli a motore.                                                                                                  |
|               | Fine strada riservata ai veicoli a motore   | Indica la fine di una strada riservata ai veicoli a motore.                                                                                                   |
|               | Fermata di autobus                          | Segnala una fermata di autobus. |
|               | Pronto soccorso                             | Indica la presenza di un pronto soccorso. |
|               | Assistenza meccanica                        | Indica la presenza di un'officina di riparazioni. |
|               | Telefono                                    | Indica un telefono pubblico. |
|               | Rifornimento                                | Indica la presenza di un posto di rifornimento. |
|               | Albergo-motel                               | Indica la presenza di un albergo o un motel. |
|               | Ristorante                                  | Indica la presenza di un ristorante. |
|               | Bar                                         | Indica la presenza di un bar. |
|               | Acqua potabile                              | Indica la presenza di una fontana con acqua potabile. |
|               | Area pic-nic                                | Indica la presenza di un'area per pic-nic. |
|               | Percorso per escursionisti                  | Indica la partenza di un percorso per escursionisti. |
|               | Campeggio per tende                         | Indica un campeggio attrezzato per sole tende. |
|               | Terreno per roulotte                        | Indica un terreno per la sosta di roulotte o motorhome. |
|               | Campeggio                                   | Indica un campeggio. |
|               | Ostello per la gioventù                     | Indica un ostello per la gioventù. |
|               | Precedenza rispetto al traffico inverso     | Indica la precedenza rispetto ai veicoli provenienti in direzione opposta in una strada a doppio senso che consente il passaggio di una sola fila di veicoli. |
|               | Strada con diritto di precedenza            | Indica l'inizio di una strada il cui traffico ha diritto di precedenza.                                                                                       |
|               | Fine della strada con diritto di precedenza | Indica la fine di una strada il cui traffico ha diritto di precedenza.                                                                                        |
|               | Posto di gendarmeria                        | Segnala una stazione di gendarmeria. |
|               | Posto di polizia                            | Segnala una stazione di polizia. |
|               | Pericolo di incendio                        | Presegnala un tratto di strada fiancheggiato da foreste o prati con alta possibilità di incendio.                                                             |
|               | Radio informazioni stradali                 | Indica la frequenza sulla quale si possono ricevere notizie sullo stato del traffico.                                                                         |
|               | Informazioni                                | Indica la presenza di un punto informazioni. |
|               | Sottopassaggio pedonale                     | Indica un sottopassaggio pedonale. |
|               | Zona di balneazione                         | Indica la presenza di una zona di balneazione. |
|               | Fine della zona di balneazione              | Indica la fine della zona di balneazione. |
|               | Spartitraffico contrale                     | Indica la presenza di uno spartitraffico contrale rispetto al quale bisogna circolare a destra.                                                               |
|               | Galleria                                    | Indica la presenza di una galleria. Può essere integrato col nome della stessa.                                                                               |
|               | Doppio senso di circolazione                | Indica che la strada che si sta percorrendo è a doppio senso di circolazione.                                                                                 |
|               | Inversione di marcia                        | Indica la presenza di un posto in cui è consentita l'inversione di marcia.                                                                                    |
|               | Uscita di scampo                            | Indica la presenza di un'uscita di scampo lungo una discesa.                                                                                                  |

## Segnali di parcheggio
| Segnale turco | Significato                            | Spiegazione |
|               | Divieto di sosta                       | Vieta la sosta, fermata prolungata (parcheggio) ai veicoli, in quei luoghi dove per regola generale non vige tale divieto.                       |
|               | Divieto di fermata                     | Vieta la sosta e la fermata o qualsiasi temporanea sospensione della marcia ai veicoli.                                                          |
|               | Parcheggio                             | Indica un parcheggio autorizzato. Consente la sosta a tempo indeterminato salvo indicazioni differenti.                                          |
|               | Disposizione delle auto nel parcheggio | Indica la disposizione delle auto da mantenere nel parcheggio autorizzato. Consente la sosta a tempo indeterminato salvo indicazioni differenti. |

## Segnali provvisori
| Segnale turco | Significato                                                    | Spiegazione |
|               | Lavori                                                         | Presegnala cantieri di lavori in corso, depositi temporanei di materiale, presenza di macchinari adibiti ai lavori stradali.                                             |
|               | Semaforo provvisorio                                           | Presegnala un impianto semaforico provvisorio. |
|               | Precedenza provvisoria ai veicoli provenienti in senso inverso | Prescrive di dare precedenza ai veicoli provenienti in direzione opposta in una strada a doppio senso provvisorio che consente il passaggio di una sola fila di veicoli. |
|               | Velocità massima provvisoria                                   | Indica la velocità massima provvisoria in chilometri orari alla quale i veicoli possono procedere immediatamente dopo il segnale.                                        |
|               | Deviazione                                                     | Indica la direzione da seguire per una deviazione. |
|               | Riduzione delle corsie disponibili                             | Indica una riduzione delle corsie disponibili ad una sola. |
|               | Cambio di corsia                                               | Indica un cambio di corsia. |
|               | Corsia chiusa                                                  | Indicano una chiusura di una o più corsie. |
|               | Rientro in carreggiata                                         | Indicano il rientro nella carreggiata di marcia normale. |

## Pannelli integrativi
| Segnale turco | Significato                       | Spiegazione                                                                                                   |
|               | Estesa                            | Indica per quanti metri o chilometri il segnale a cui si riferisce è valido.                                  |
|               | Distanza                          | Indica la distanza alla prescrizione indicata.                                                                |
|               | Estesa laterale                   | Indica per quanti metri a destra o a sinistra il segnale a cui si riferisce è valido.                         |
|               | Accensione fari anabbaglianti     | Indica che è necessario accendere i fari anabbaglianti.                                                       |
|               | Distanza allo STOP                | Indica la distanza al segnale di fermarsi e dare precedenza.                                                  |
|               | Disabili                          | Indica che l'indicazione è riferita ai disabili muniti di apposito contrassegno.                              |
|               | Pioggia                           | Indica che il pericolo a cui si riferisce il segnale è relativo alle condizioni di meteo con pioggia.         |
|               | Ghiaccio o neve                   | Indica che il pericolo a cui si riferisce il segnale è relativo alle condizioni di meteo con ghiaccio o neve. |
|               | Inizio, continua e fine           | Indicano l'inizio, la continuazione o la fine di una prescrizione.                                            |
|               | Durata                            | Indica le ore nelle quali il segnale a cui si riferisce è valido.                                             |
|               | Andamento della strada principale | Indicano l'andamento della strada principale.                                                                 |
|               | Tartarughe                        | Indica il pericolo di incontrare tartarughe o altri piccoli animali lungo la strada.                          |